# Casa al carrer de la Creu, 2 (Pals)
La Casa al Carrer Creu, 2 és una obra gòtica de Pals (Baix Empordà) inclosa a l'Inventari del Patrimoni Arquitectònic de Catalunya.

## Descripció
Els elements estan situats a la façana de la casa del carrer de la Creu, n.2. Es tracta de la llinda de la porta d'accés i d'una finestra del primer pis. La llinda és un element format per un únic bloc de pedra on figura incisa la data del 1629, juntament amb una ferradura i unes tenalles. Pel que fa a la finestra, de tipologia gòtic-renaixentista, és un element de pedra, de petites dimensions i forma rectangular, que presenta com a elements remarcables l'ampit motllurat i dues pedres laterals amb relleus on apareixen lleons i motius vegetals als angles.

## Història
Aquests elements presenten un interès tipològic, pel fet de ser representatius del tipus de vocabulari arquitectònic gòtic-renaixentista, en la seva vessants popular, que apareix amb molta freqüència a les cases de Pals.